# Retrospectacle
 (avril 2024).
Si vous disposez d'ouvrages ou d'articles de référence ou si vous connaissez des sites web de qualité traitant du thème abordé ici, merci de compléter l'article en donnant les références utiles à sa vérifiabilité et en les liant à la section « Notes et références ».
Albums de Supertramp
Slow Motion
(2002) 70-10 Tour
(2010)
Retrospectacle: The Supertramp Anthology est une compilation en deux CD de Supertramp parue en 2005. Cette compilation regroupe surtout les chansons les plus connues du groupe, de leur premier album Supertramp paru en 1970, au dernier Slow Motion sorti en 2002. 
Cette compilation contient les chansons Land Ho et Summer Romance, les deux faces d'un 45 tours sorti en mars 1974, quelques mois avant Crime Of The Century. Land Ho est présentée dans un mixage différent du single original, qui avait été préparé en 1975 par Ken Scott pour une possible inclusion à leur album Crisis? What Crisis?, tandis que Summer Romance est le mixage original de 1974. Roger Hodgson a repris le premier titre en 1987 sur son deuxième album solo, Hai Hai, avec de tout nouveaux musiciens. 

## Titres
Toutes les chansons sont écrites par Rick Davies et Roger Hodgson sauf indications contraires.

### Disque 1
1. Surely (Rick Davies, Roger Hodgson, Richard Palmer)
2. Your Poppa Don't Mind
3. Land Ho
4. Summer Romance
5. School
6. Bloody Well Right
7. Dreamer
8. Rudy
9. Crime of the Century
10. Sister Moonshine
11. Ain't Nobody But Me
12. Lady
13. Two Of Us
14. Give a Little Bit
15. Downstream
16. Even in the Quietest Moments
17. From Now On

### Disque 2
1. Gone Hollywood
2. The Logical Song
3. Goodbye Stranger
4. Breakfast in America
5. Oh Darling
6. Take The Long Way Home
7. You Started Laughing (Live)
8. It's Raining Again
9. My Kind of Lady
10. Don't Leave Me Now
11. Cannonball (Rick Davies)
12. Free As A Bird (Rick Davies)
13. You Win, I Lose (Rick Davies)
14. Another Man's Woman (Live)
15. Over You (Rick Davies)

### Édition 1  CD
1. Surely (Rick Davies, Roger Hodgson, Richard Palmer) - 1:10
2. Land Ho  - 3:54
3. School  - 5:34
4. Bloody Well Right  - 4:32
5. Dreamer  - 3:31
6. Crime of the Century  - 5:34
7. Ain't Nobody But Me  - 5:10
8. Give a Little Bit  - 4:08
9. From Now On  - 6:20
10. The Logical Song  - 4:08
11. Goodbye Stranger  - 5:48
12. Breakfast in America  - 2:39
13. Take the Long Way Home  - 5:00
14. It's Raining Again  - 4:24
15. Cannonball (Rick Davies) - 7:39
16. Free as a Bird (Rick Davies) - 4:22
17. You Win I Lose (Rick Davies) - 4:35

## Musiciens

### Disque 1
- Rick Davies - Piano, claviers, harmonica, chant

- Roger Hodgson - Basse sur Surely et Your Poppa Don't Mind, guitares, claviers, piano, chant

- Richard Palmer-James - Guitare électrique sur Surely

- Robert Millar - Batterie, Percussions

- Dave Winthrop - Flûte, saxophone, chœurs sur Land Ho et Summer Romance

- Frank Farrell - Basse, piano, accordéon, chœurs sur Land Ho et Summer Romance

- Kevin Currie - Batterie sur Land Ho et Summer Romance

- John Anthony Helliwell - Saxophone, clarinette, flûte, chœurs sur 3 à 17

- Dougie Thomson - Basse sur 3 à 17

- Bob C. Benberg - Batterie, percussions sur 3 à 17

### Disque 2
- Rick Davies — Piano, claviers, harmonica, chant

- Roger Hodgson - Guitares, claviers, piano, chant sur 1 à 10

- John Anthony Helliwell - Saxophone, clarinette, flûte, chœurs

- Dougie Thompson - Basse sur 1 à 11

- Bob C. Benberg - Batterie, percussions

- Mark Hart - Guitares, claviers, chant sur 12 à 15

- Carl Verheyen - Guitares sur 12 à 15

- Lee Thornburg - Trompette sur 12 à 15

- Cliff Hugo - Basse sur 12 à 15

- Tom Walsh - Percussions sur 12 à 15